# Cistogaster acuta
Cistogaster acuta là một loài ruồi trong họ Tachinidae.